# Pratum Integrum
Pratum Integrum (Пратум Интегрум, от лат. Pratum Integrum — «некошеный луг») — оркестр, играющий музыку барокко и классицизма на исторических инструментах.
Художественный руководитель — Павел Сербин (виолончель), концертмейстер — Сергей Фильченко (скрипка).

## Этимология
«Некошеный луг» (лат. Pratum Integrum) — это метафора, подразумевающая репертуар XVII—XVIII веков, в котором до сих пор ещё много неизвестных, но редких по красоте сочинений.

## История
Оркестр старинной музыки Pratum Integrum был основан в Москве в 2003 году при поддержке компании «Музыка Массам» и сразу обрёл репутацию крайне необычного, яркого и высокопрофессионального коллектива, любящего ураганные темпы и свежие интерпретации. Основу оркестра составили молодые российские музыканты, получившие образование в России и за рубежом (Франция, Голландия, Германия).
Основатель оркестра, владелец лейбла Caro Mitis — Михаил Серебряный.
Со дня основания оркестра его художественным руководителем является виолончелист Павел Сербин, концертмейстером — скрипач Сергей Фильченко.

## Творчество
Pratum Integrum представил российской публике уже более 200 сочинений, в их числе — недавно найденные в архивах пьесы российских композиторов, звучавшие при дворе императоров, французская музыка, которую слушали Людовик XIV и Людовик XV, увертюры Телемана, столь любимые в Германии 18 века. Эксклюзивной областью деятельности оркестра Pratum Integrum является русская музыка 18 века, творчество русских и иностранных композиторов, работавших в России в это время.
Pratum Integrum сотрудничает с крупнейшими европейскими музыкантами, специалистами в области исторического исполнительства: Тревором Пинноком (Великобритания), Сигизвальдом и Виландом Кёйкеными (Бельгия), Альфредо Бернардини (Италия), Полом Эссвудом (Великобритания), Сарой Мингардо (Италия), Кристофом Руссе (Франция), Филиппом Ярусским (Франция), Паоло Грацци (Италия), Петером Нойманом и другими.
При участии Pratum Integrum осуществилась российская премьера балета Люлли «Времена года», состоялось уникальное исполнение мелодрамы Фомина «Орфей» (с привлечением Российского Рогового Оркестра), в концертных вариантах были представлены такие оперы, как «Орфей и Эвридика» Глюка, «Дидона и Эней» Перселла, «Антигона» Траэтты. Большое внимание Pratum Integrum уделяет духовной музыке: он познакомил российскую публику с Эйблеровской версией «Реквиема» Моцарта, участвовал в исполнении «Страстей по Иоанну» и Мессы си минор Баха, в российской премьере «Страстей по Иоанну» Георга Гебеля.
В течение сезона оркестр каждый месяц выступает с новой программой в Московском международном Доме музыки, а также гастролирует в разных городах России и европейских странах. Памятными для оркестра стали выступления на крупных международных фестивалях, таких как Tage Alter Music (г. Регенсбург, 2006), Musica Antiqua (г. Брюгге; 2006), Nordlysfestivalen (г. Тромсё; 2009, 2012, 2015), Earlymusic (г. Санкт-Петербург; 2009—2013), Фестиваль Г. Ф. Телемана (г. Магдебург; 2010), Утрехтском фестивале (2014), Фестивале WDR (2014), Зильбермановском фестивале во Фрибурге (2014).